# Conacul Szilvássy din Târnăveni

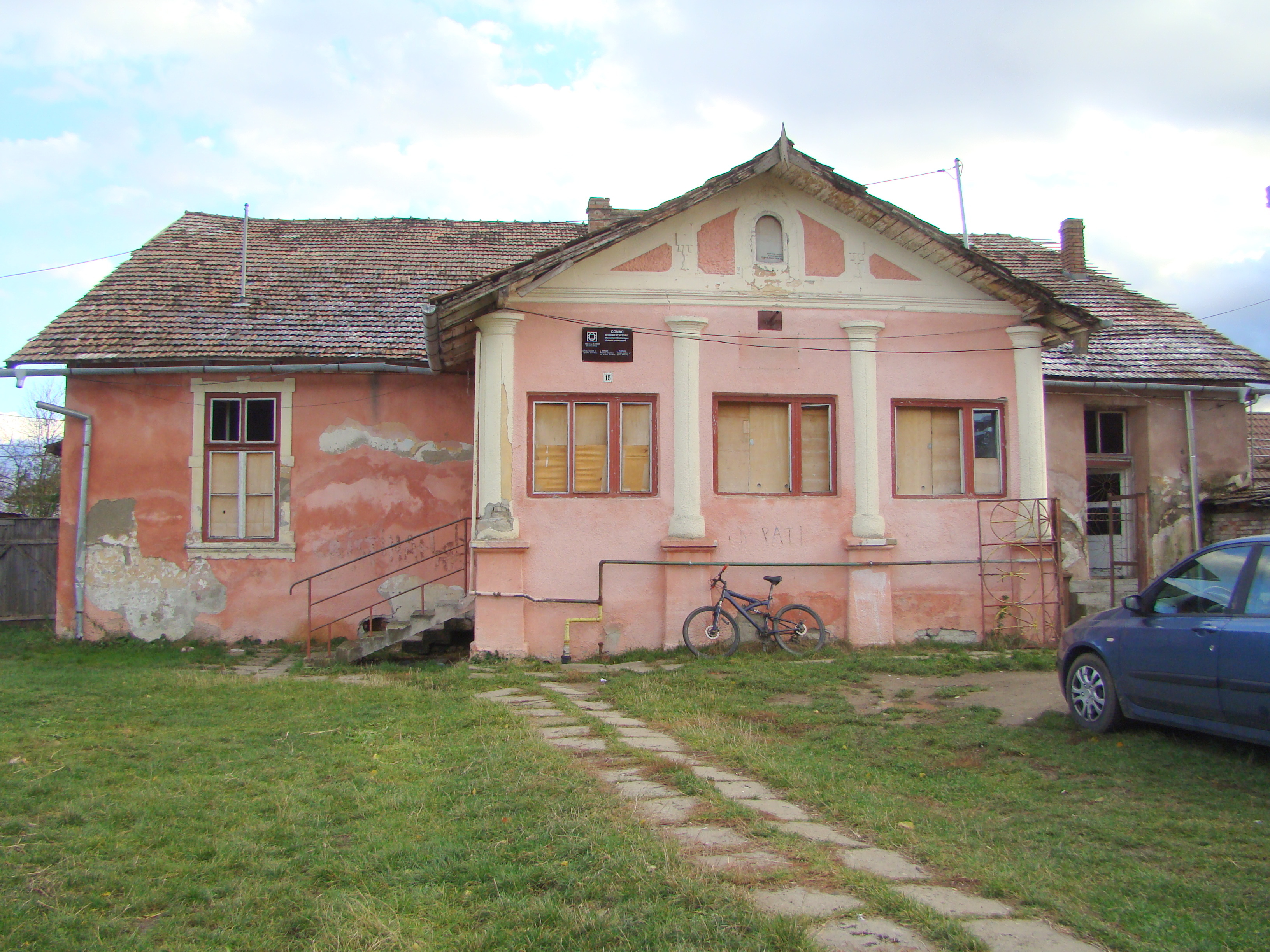
Conacul Szilvássy din Târnăveni, foto: octombrie 2017.

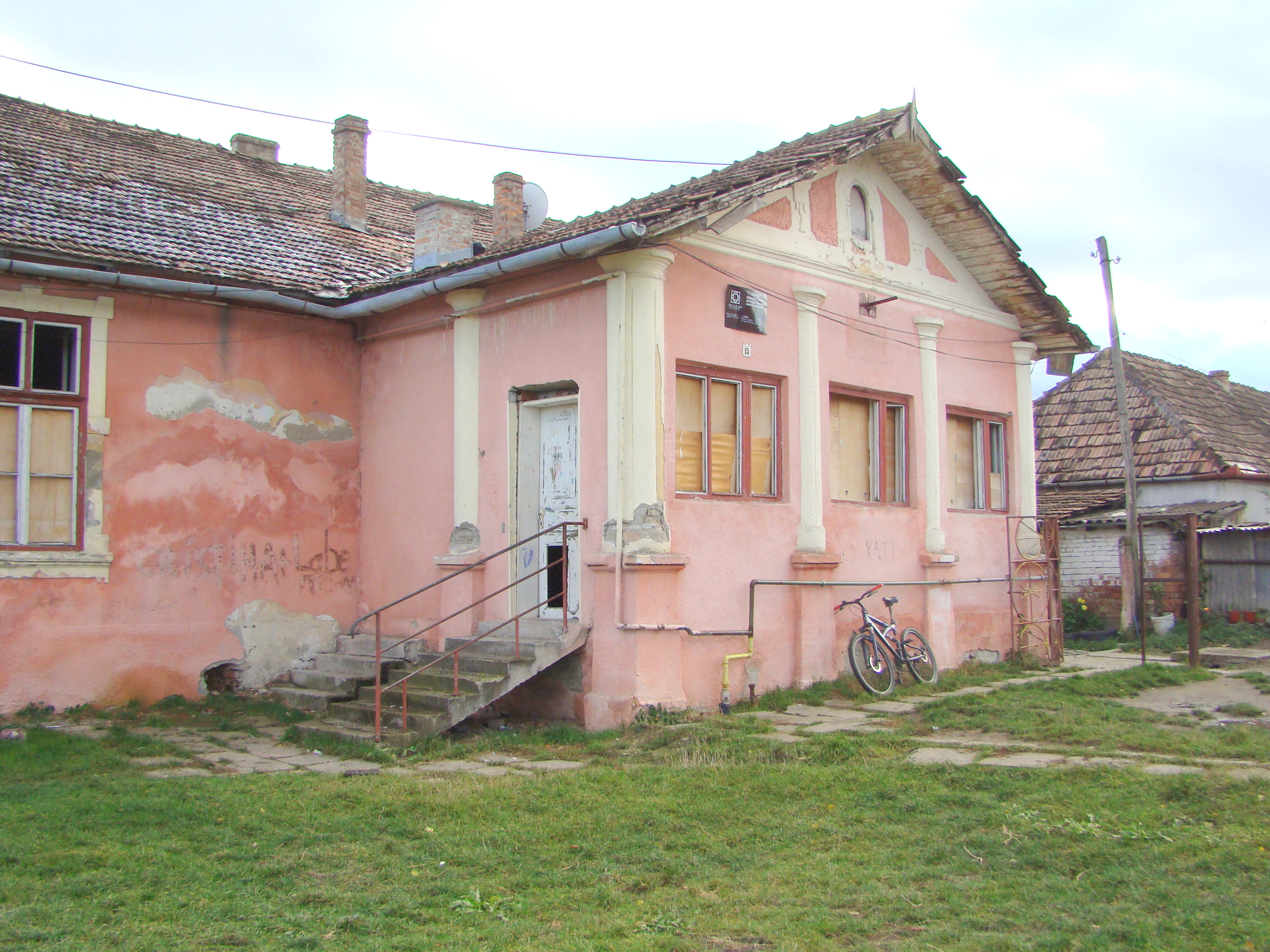
Vedere din lateral a monumentului

Conacul Szilvássy este o clădire-monument aflată în orașul Târnăveni, pe str.Mihai Eminescu, nr.15. Se află pe lista monumentelor istorice sub codul LMI:  MS-II-m-B-16039.

## Istoric
Fostă reședință a grofului Szilvássy, conacul a fost construit în jurul anului 1800.În imobil a funcționat o grădiniță la parter, iar în restul clădirii la parter și mansardă sunt apartamente proprietate personală și un apartament proprietate a primăriei. În timp a suferit multe modificări și nu mai prezintă caracteristicile pentru a fi menținut monument, existând intenția de declasificare a acestuia. Necesită lucrări de reparații capitale.

## Imagini

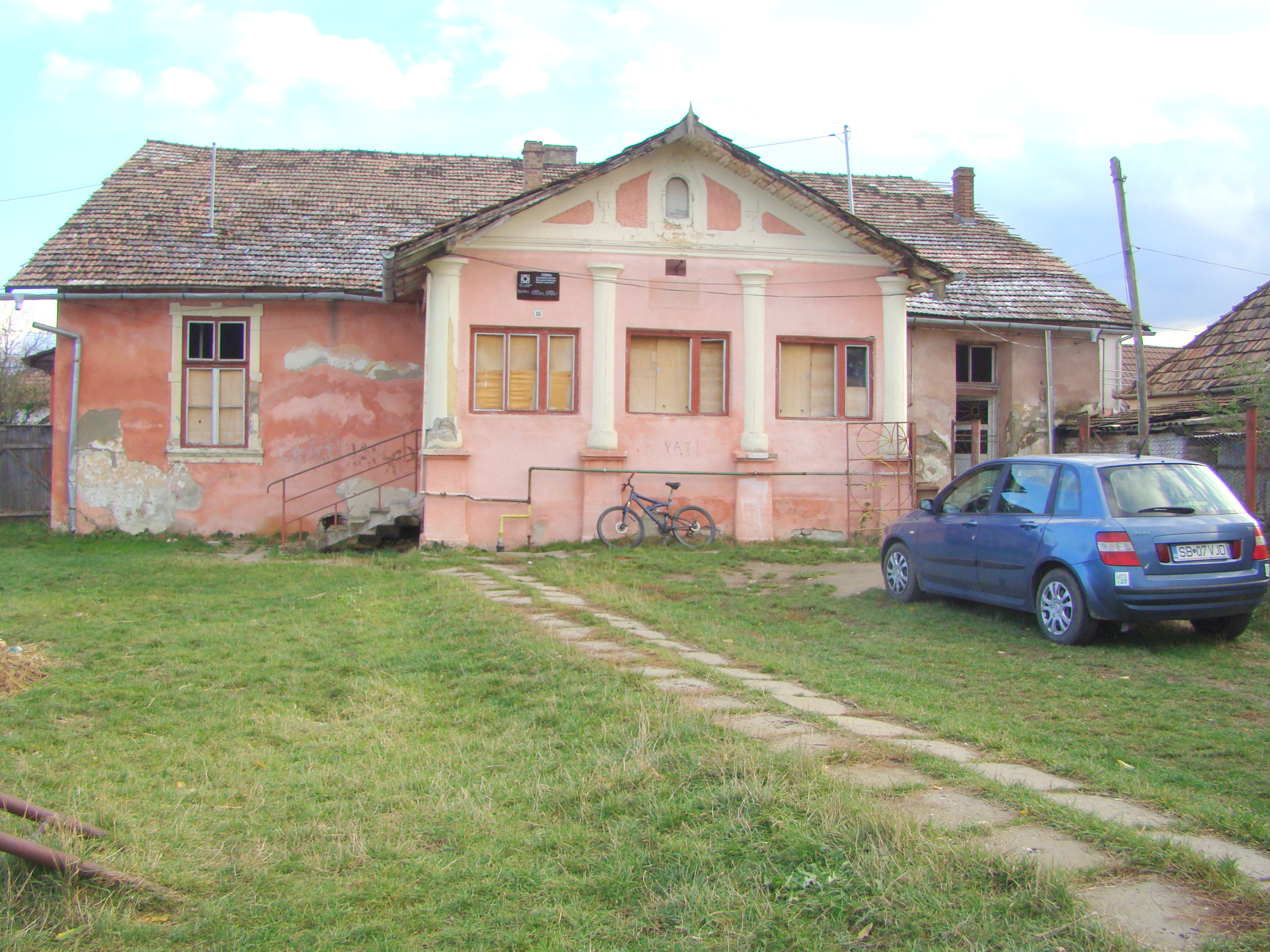
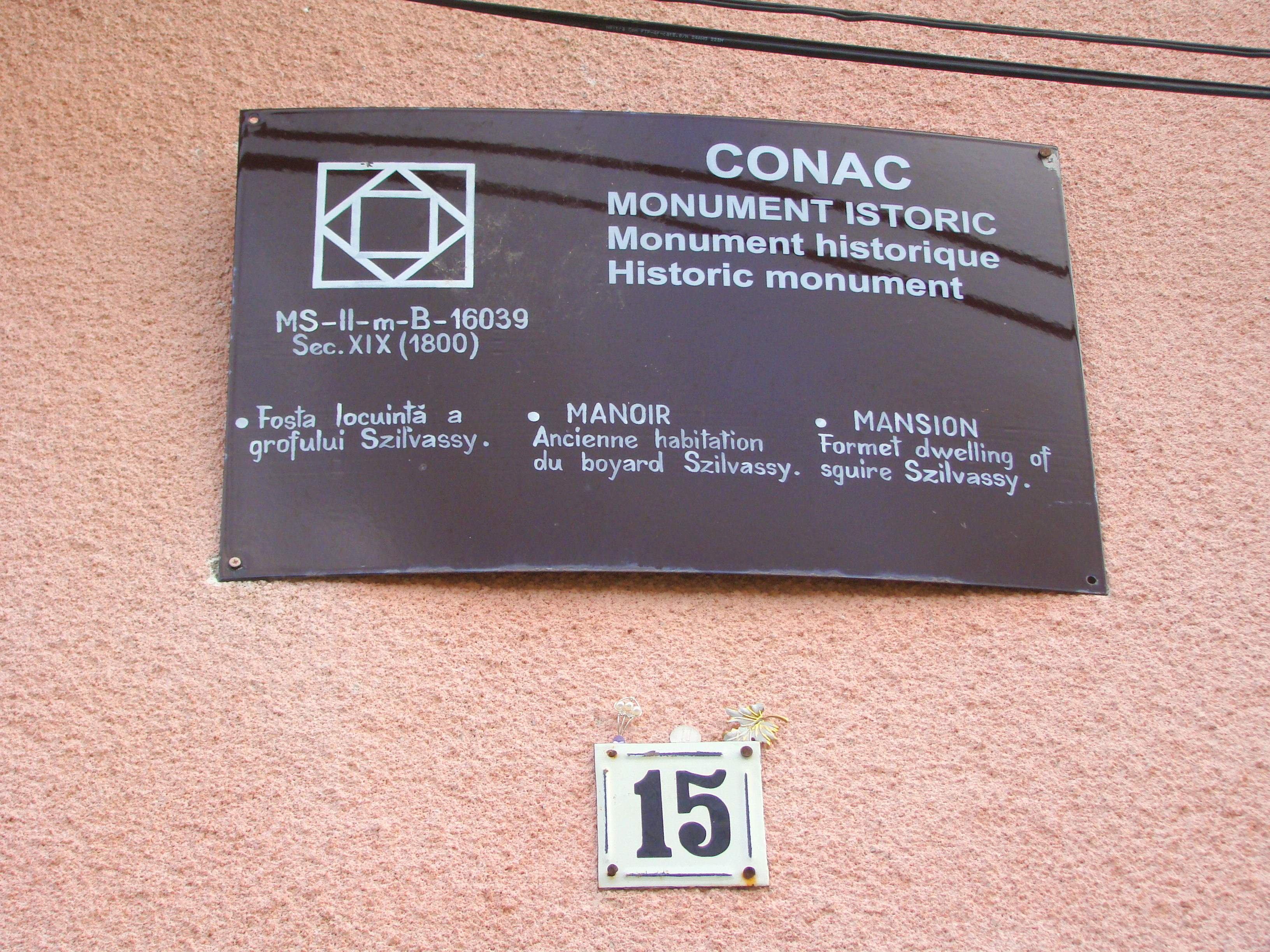
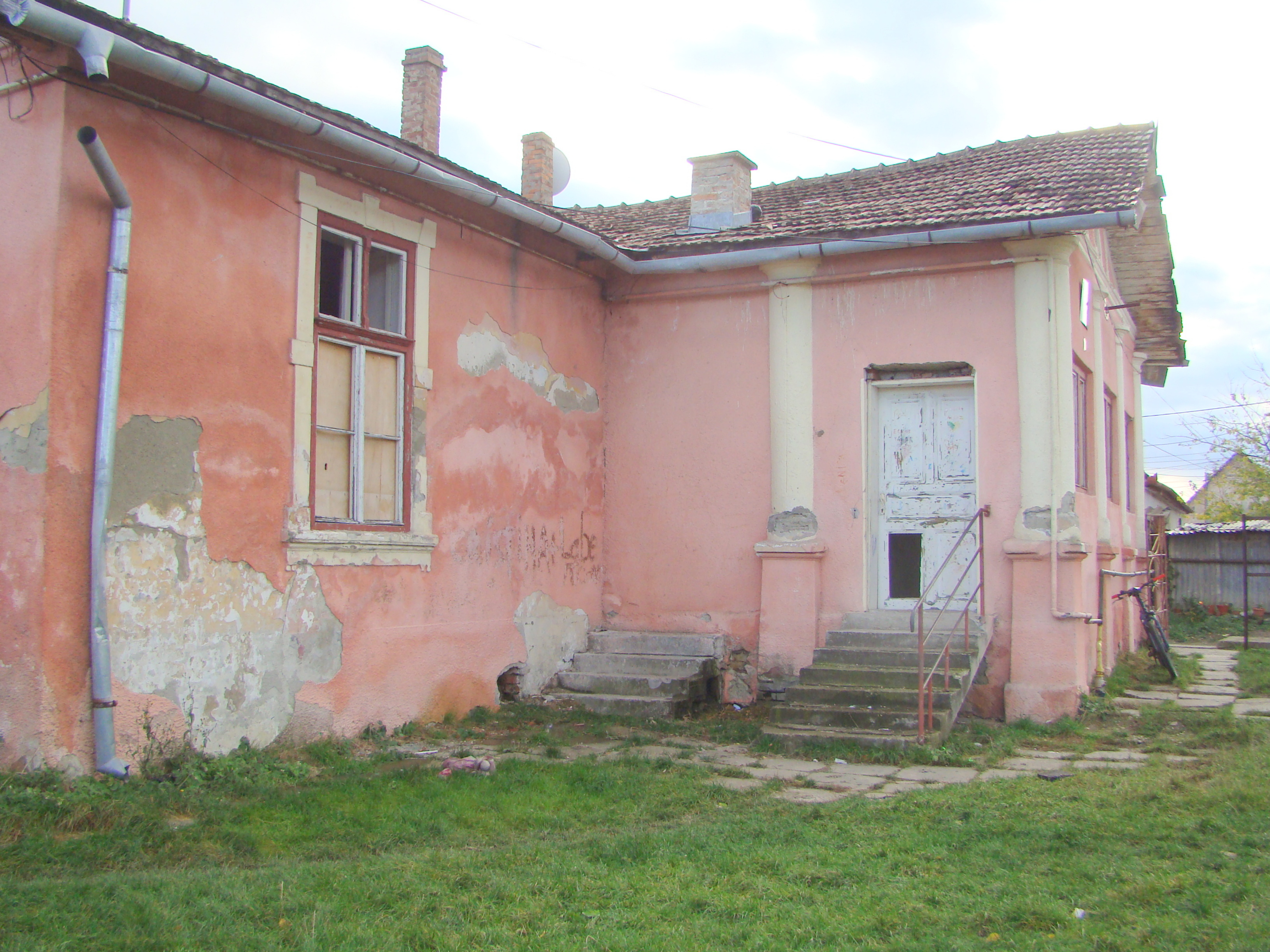
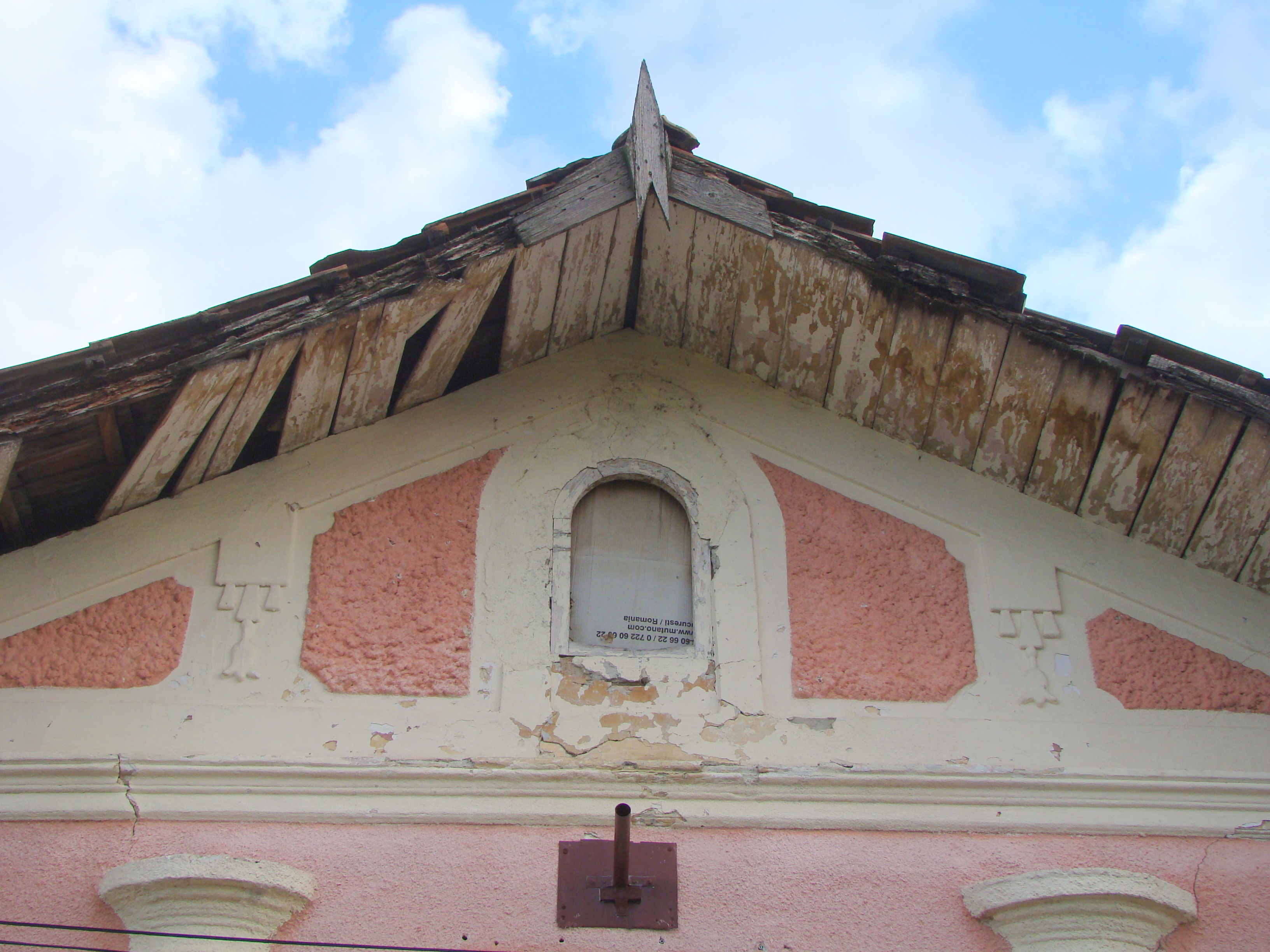
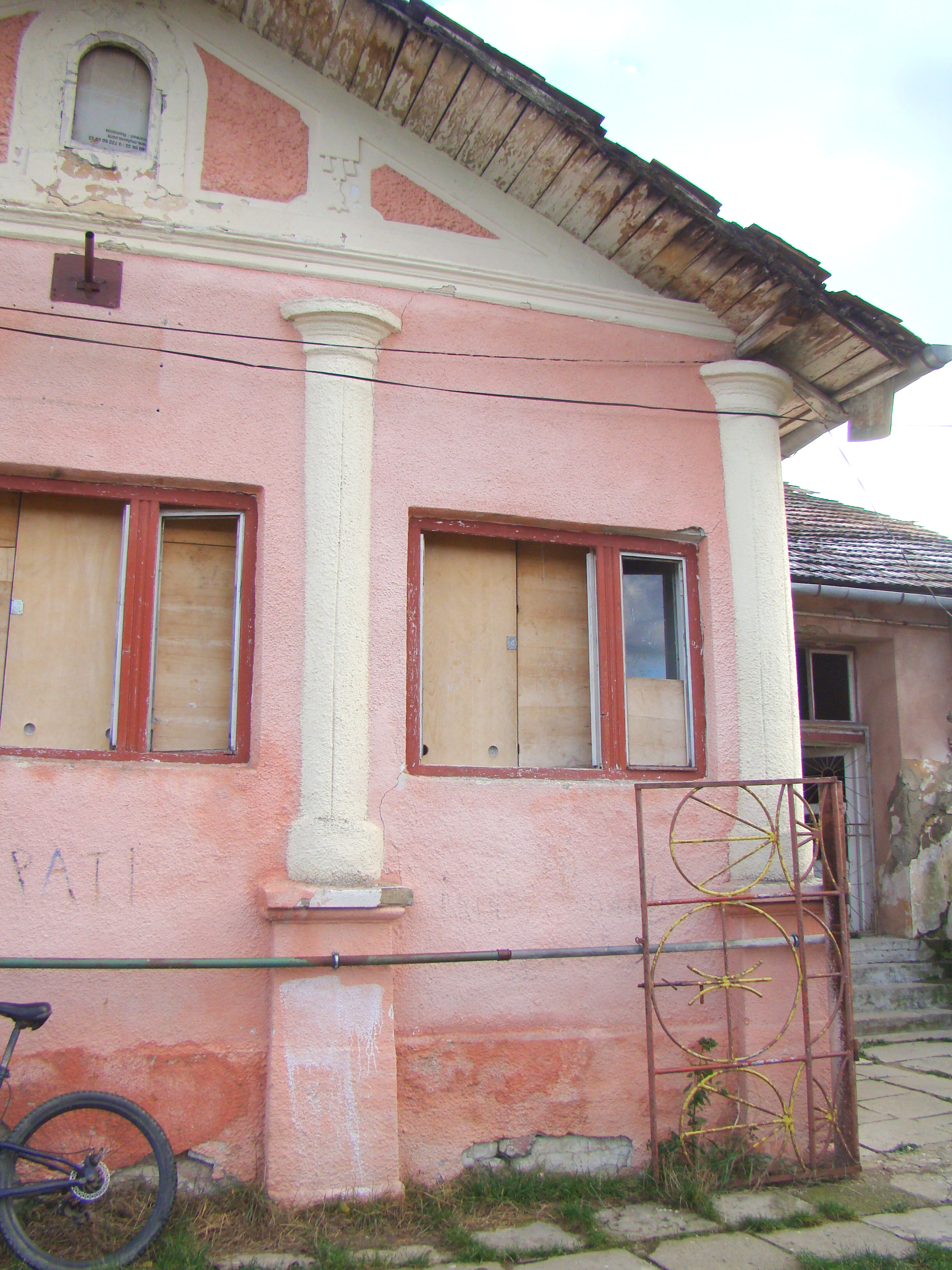
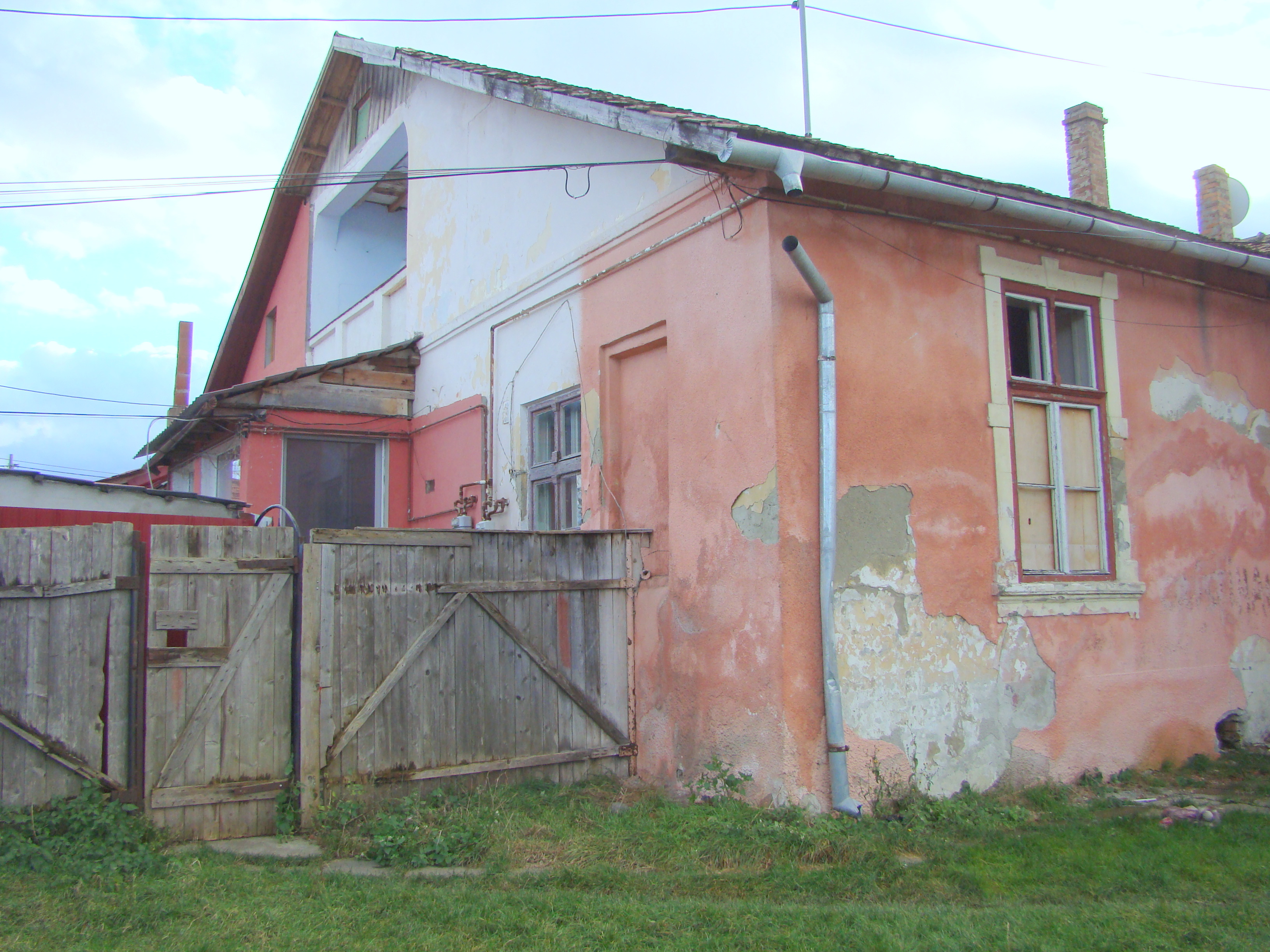
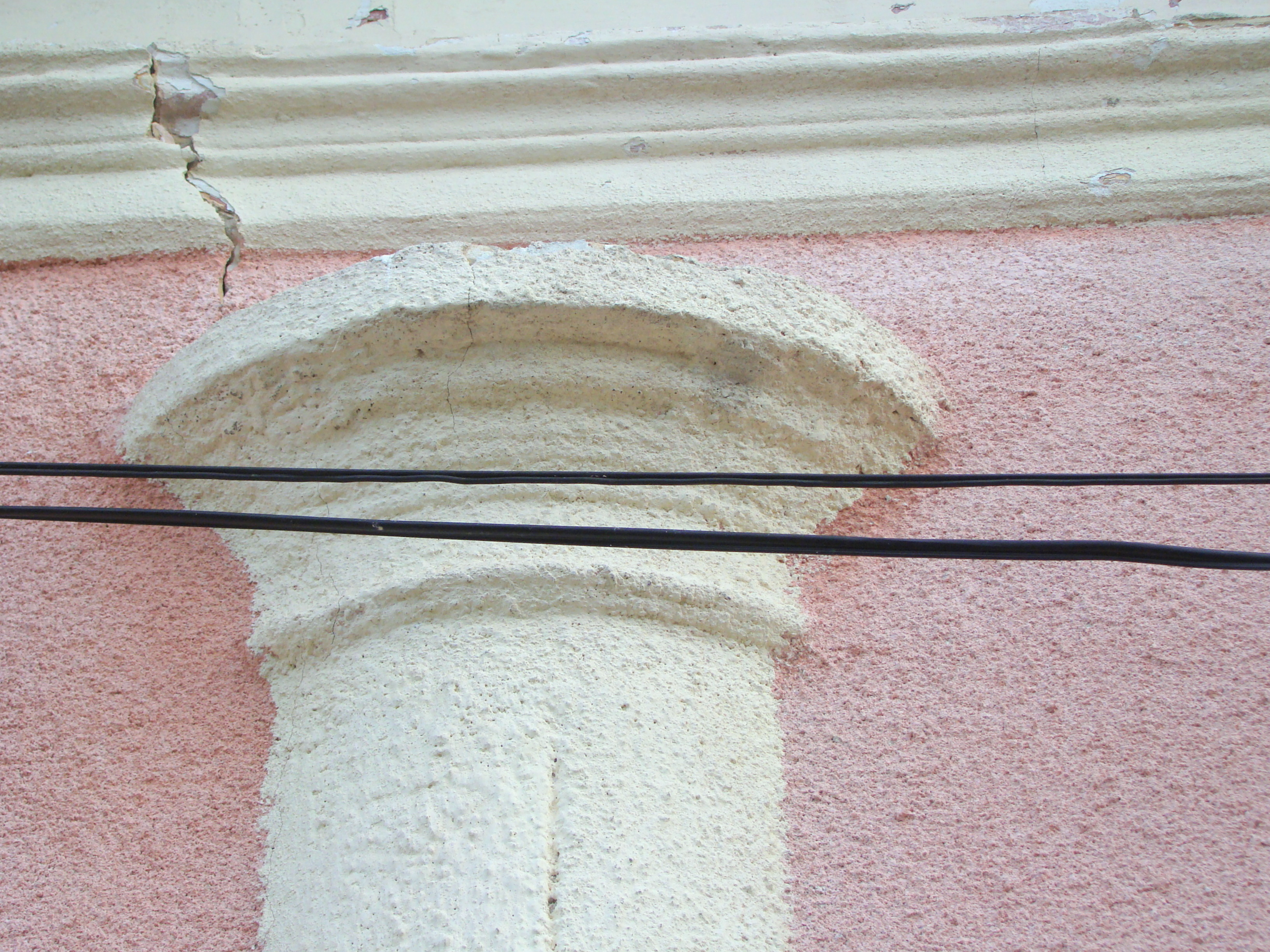
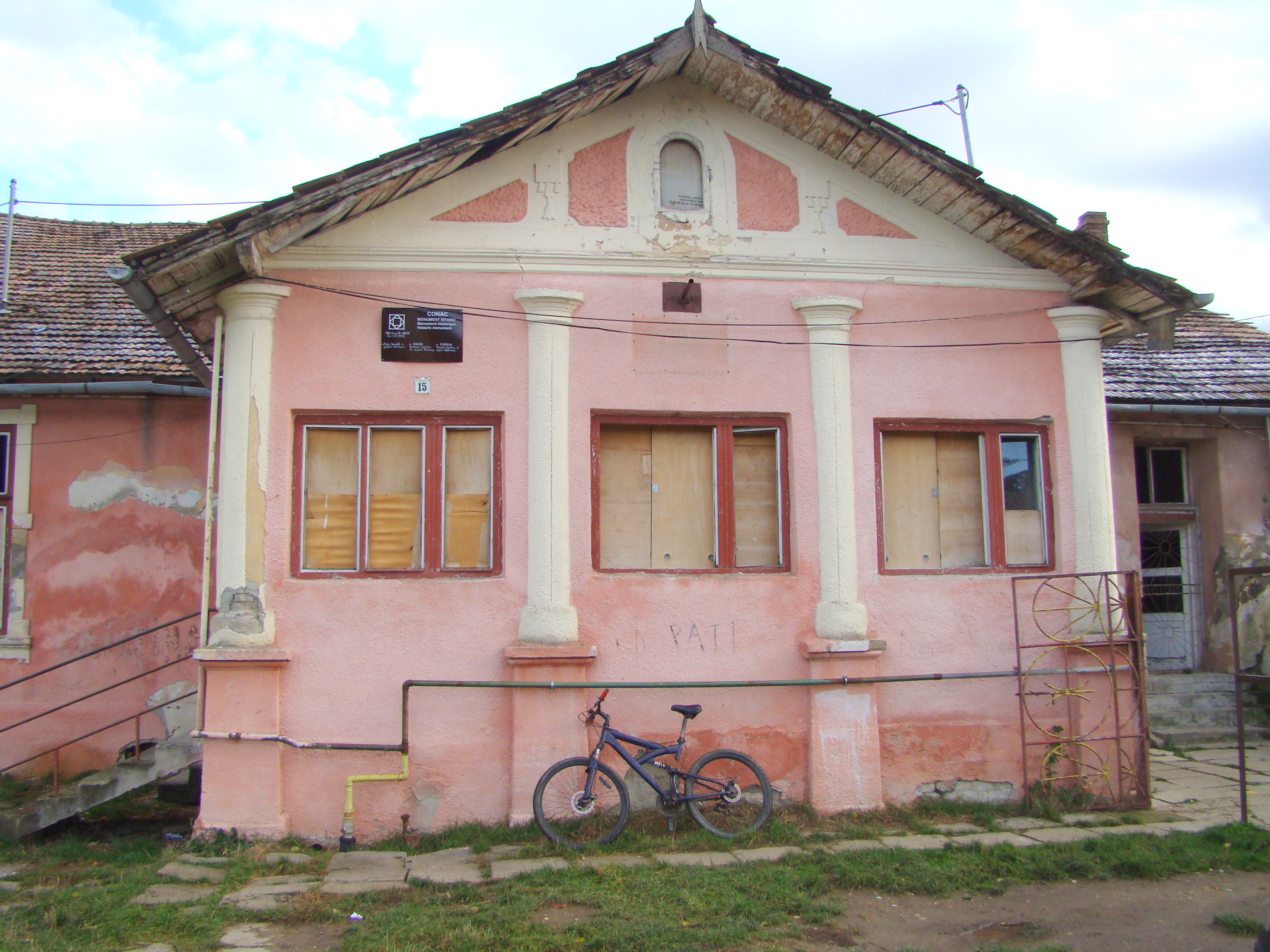

## Vezi și
- Târnăveni